# Irmlind Berg
Irmlind Berg (* 9. Februar 1941 in Bad Grund (Harz)) ist eine deutsche Kommunal- und Landespolitikerin der SPD. Von 1993 bis 2003 gehörte sie dem Bayerischen Landtag an.

## Leben
Nach ihrem Realschulabschluss 1957 machte sie eine Ausbildung zur Rechtsanwalts- und Notariatsgehilfin. Von 1970 bis 1974 arbeitete sie als Landtags- bzw. Bundestagsassistentin. Nach ihrem Abitur über den zweiten Bildungsweg 1975 studierte sie Politikwissenschaften und war von 1982 bis 1994 als selbständige Kauffrau tätig.

## Politik
Berg trat 1969 der SPD bei und wurde 1972 zur Gemeinderätin gewählt. Von 1978 bis 1990 war sie Kreis- und Bezirksrätin. Von 1991 bis 1999 war sie Unterbezirksvorsitzende in Landsberg am Lech, seit 1993 war sie, als Nachrückerin für Rolf Seebauer, Mitglied des Landtages und wurde 1996 auch in den Kreistag von Landsberg am Lech gewählt, dem sie heute noch angehört.
Im Landtag war sie Mitglied folgender Ausschüsse:
- Ausschuss für Sozial-, Gesundheits- und Familienpolitik (12. Legislaturperiode, 13. Legislaturperiode und 14. Legislaturperiode)
- Zwischenausschuss (stellvertretendes Mitglied, 12. Legislaturperiode)
- Ausschuss für Ernährung, Landwirtschaft und Forsten (14. Legislaturperiode)

Ferner gehörte sie dem Gefängnisbeirat der JVA Landsberg an.
Heute ist sie Ortsvorsitzende der SPD in Kinsau.

## Auszeichnungen
- 2019: Willy-Brandt-Medaille[1]